# 蘇武幸志
蘇武 幸志（そぶ こうし、1959年1月27日 - ）は、元男子バレーボール選手。ロサンゼルス五輪全日本男子代表。

## 来歴
宮城県鴬沢町（現栗原市）出身。鴬沢町立細倉中学校（現鴬沢中学校）、宮城県古川工業高等学校電気科、日本体育大学体育学部のバレーボール部で活躍。
日体大時代は、1980年に関東大学リーグ戦春秋優勝、全日本大学選手権準優勝を経験。1978年と1980年に日米対抗に出場。1981年にルーマニアで開かれたユニバーシアードにも出場し3位となった。
1981年4月、実業団富士フイルムへ加入。日本リーグは1982年、1984年、1985年で優勝を経験し、山田修司らと黄金時代を築いた（84～85年は富士フイルム5連覇の最初の2年間）。82年は新人賞にも選ばれた。
1984年、ロサンゼルス五輪代表に選出される。
1985年3月、現役引退。富士フイルムを退社。
郷里の宮城県で利府高の非常勤講師を1年経験後、翌1986年に教諭として正式採用され、柴田高、名取北高、宮城三女高を経て、2010年4月現在、白石高に勤務。一時、宮城県体育協会に出向し、事務局の仕事をしたこともあった。
現在は聖和学園短期大学で非常勤講師、女子バレーボール部の監督を務めている。
2024年、リガーレ仙台のチームアドバイザーに就任した。

## 人物
- 所属の富士フイルムではレフトもしくはライトであったが、全日本ではセンターを務めるなど、オールラウンドプレーヤーとして活躍した。

## 球歴
- 全日本代表としての主な国際大会出場歴
  - 世界選手権 - 1982年 （4位、会場はアルゼンチン）
  - アジア大会 - 1982年 （優勝、会場はインド）
  - アジア選手権 - 1983年 （優勝、会場は東京）
  - オリンピック - 1984年 （7位）

## 所属チーム
- 鴬沢町立細倉中学校
- 宮城県古川工業高等学校
- 日本体育大学
- 富士フイルム（1981-1985年）